# Comarca de Txanghua
La comarca de Txanghua (en mandarí: 彰化縣, Zhānghuà-xiàn; en japonès: 彰化県, Shōka-ken), sovint romanitzada com a Changhua, és una comarca de la república de la Xina localitzada al centre-oest de l'illa de Taiwan. La seua capital i municipi més populós és la ciutat de Txanghua, la qual forma part de l'àrea metropolitana de Taitxung-Txanghua. És la comarca amb la superfície més reduïda de l'illa de Taiwan i la quarta més xicoteta de la república de la Xina. Amb vora 1.200.000 habitants, és la comarca més populosa de tot Taiwan.
Des de 1947 fins al 2019, la comarca de Txanghuà va formar part de l'antiga província de Taiwan. L'actual magistrada des del 2018 és na Wang Huei-mei, pertanyent al Kuomintang. Des del mateix any, el Kuomintang té majoria absoluta al Consell Comarcal de Txanghua.

## Geografia

Localització de la comarca

La comarca de Txanghuà es troba localitzada en la costa occidental de l'illa de Taiwan, limitant amb el municipi especial de Taitxung al nord, dividit pel riu Dadu, fent que la comarca i la ciutat de Taitxung siguen conegudes com a l'àrea metropolitana Taitxung-Txanghua. La comarca de Txanghua limita al sud amb la comarca de Yunlin, dividides pel riu Tjuoxui. Cap a l'est, Txanghua limita amb la comarca de Nantou i el sud de Taitxung amb l'altiplà de Bagua. Cap a l'oest, la comarca fa costa amb l'estret de Taiwan.
La superfície total de la comarca és de 1.074 quilòmetres quadrats (km²), el que fa d'ella la comarca més petita de l'illa de Taiwan. Txanghua comprén una línia de costa de 60 km. El paisatge natural de la comarca de Txanghua se pot dividir en dues grans parts: per una banda la part de la plana occidental i per altra el pla de Txanghua. Les dues juntes suposen el 88% de la superficie comarcal. El punt més alt de la comarca és el mont Hen o "Hen Xan", a 443 metres.

### Municipis
La comarca de Txanghua està formada per 2 ciutats comarcals, 6 viles urbanes i 18 viles rurals. La ciutat de Txanghua és la capital comarcal, que acull les seus del govern i el consell comarcal. La comarca de Txanghua té el major nombre de viles urbanes entre totes les comarques del país. També és la segona comarca amb el nombrés més alt de viles rurals després de la comarca de Pingtung.

#### Ciutats comarcals
- Txanghua (彰化市)
- Yuanlin (員林市)

#### Viles urbanes
- Beidou (北斗鎮)
- Erlin (二林鎮)
- Hemei (和美鎮)
- Lukang (鹿港鎮)
- Tiantxong (田中鎮)
- Xihu (溪湖鎮)

#### Viles rurals
- Datxeng (大城鄉)
- Dacun (大村鄉)
- Erxui (二水鄉)
- Fangyuan (芳苑鄉)
- Fenyuan (芬園鄉)
- Fuxing (福興鄉)
- Huatan (花壇鄉)
- Pitou (埤頭鄉)
- Puxin (埔心鄉)
- Puyan (埔鹽鄉)
- Xengang (伸港鄉)
- Xetou (社頭鄉)
- Tianwei (田尾鄉)
- Xianxi (線西鄉)
- Xiuxui (秀水鄉)
- Xitxou (溪州鄉)
- Yongjing (永靖鄉)
- Txutang (竹塘鄉)

## Història

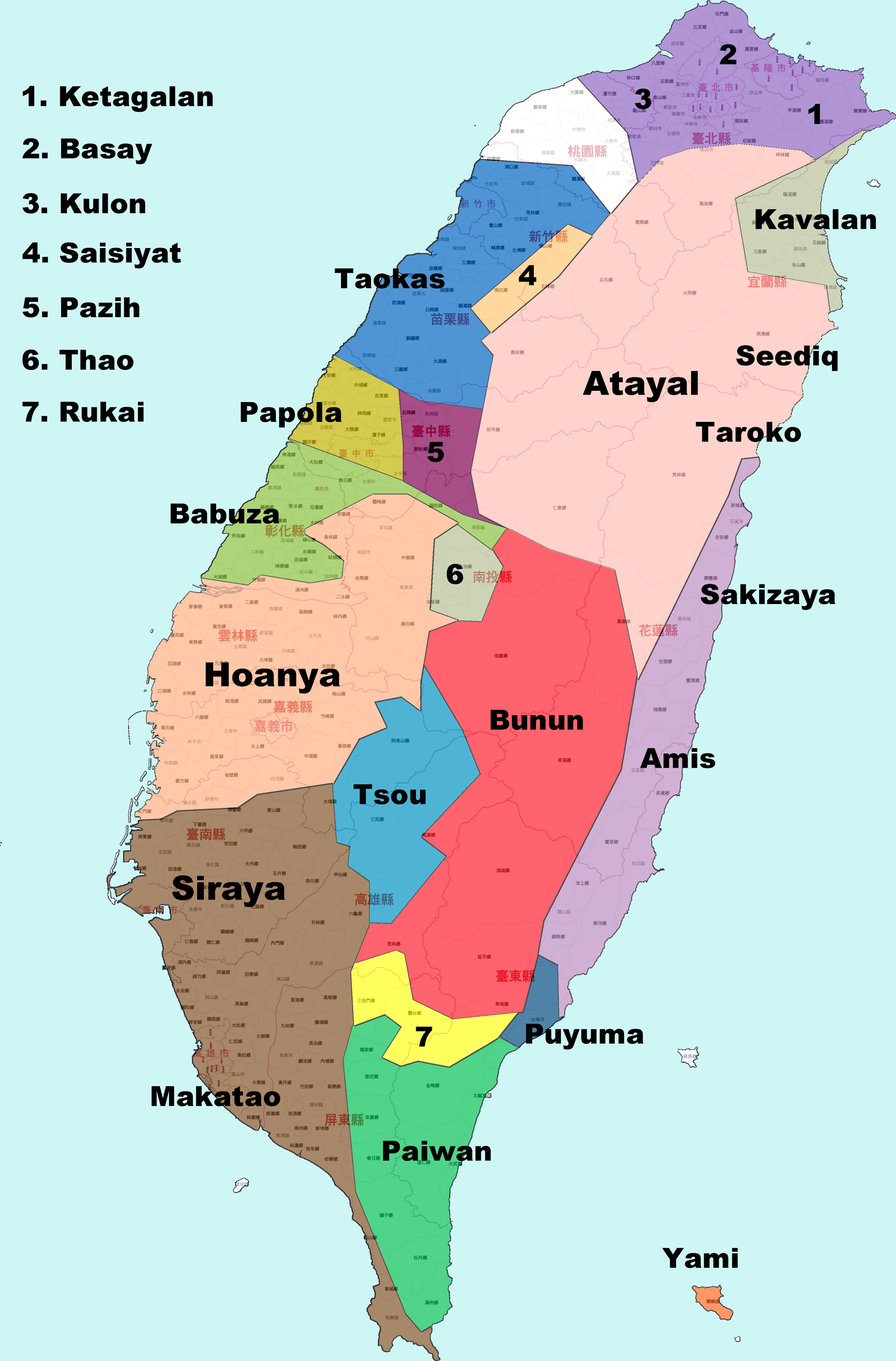
Territori dels Babuza

Existèixen fins a 32 necròpolis en Txanghua que daten de fa vora 5.000 anys. El nom original de la zona era Poasoa (半線, Pòasòa), anomenat així per les tribus indígenes locals. Poasoa estava incialment habitada per la tribu Babuza, els quals acabaren assimilats per l'ètnia Han.

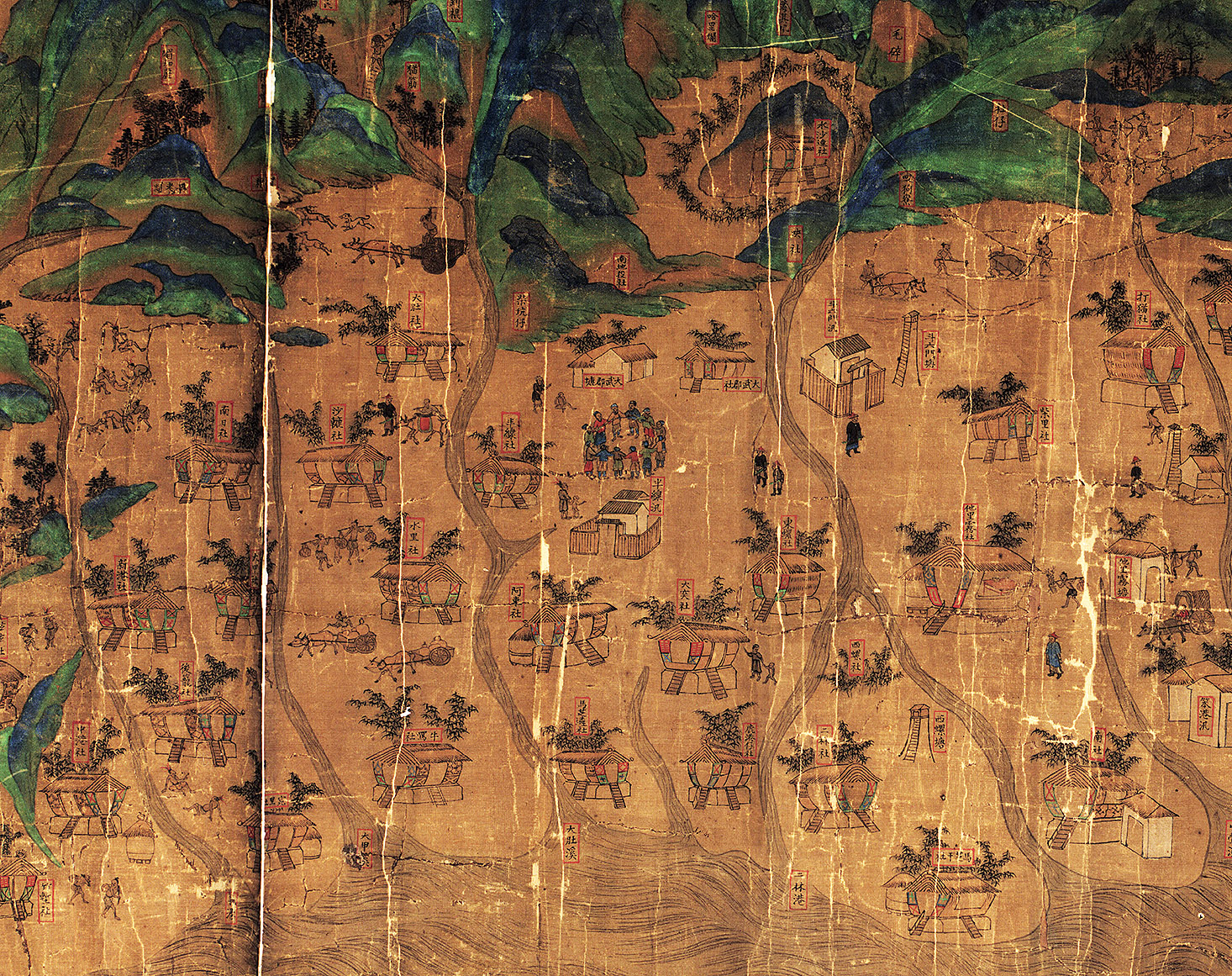
Mapa de Txanghua (1684)

L'any 1683 començà el domini de la dinastia Qing sobre Taiwan i, l'any 1684, s'establí la prefectura de Taiwan per tal d'administrar l'illa sota la província de Fujian. La prefectura comprenia tres comarques: Taiwan, Fongxan i Txuluo. Poasoa i l'actual comarca de Txanghua es trobaven sota la jurisdicció de la comarca de Txuluo, però la zona de Txanghua es distribuïa en fins a 3 comarques.
L'any 1723, després de la rebel·lió de Zhu Yigui, un alt funcionari a Taiwan sol·licità a l'Emperador la designació d'un magistrat comarcal més a Txanghua degut a l'increment de població a la zona nord de la comarca de Txuluo. Com a resultat es creà la comarca de Txanghua, que comprenia els actuals territoris de la comarca homònima, la ciutat de Taitxung, la meitat de la comarca de Yunlin i tres municipis de la comarca de Nantou. El pavelló de govern comarcal fou edificat al centre del territori i aquest fet és vist com l'inici històric de l'actual comarca de Txanghua. El nom de Txanghua, que significa "manifestació de la civilització reial", té el significat formal de "manifestació de la majèstica civilització de l'Emperador difosa més enllà dels mars".

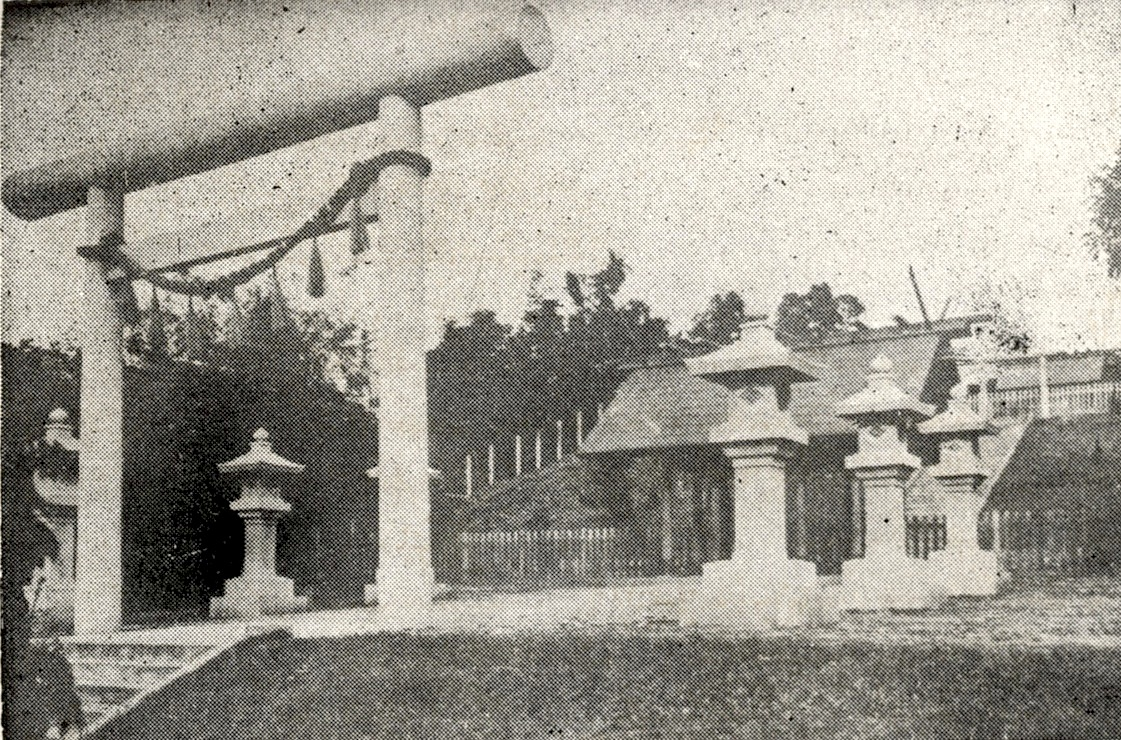
Santuari xintoista d'Inrin (1937)

Durant els inicis del govern imperial japonés de Taiwan, l'illa fou dividida en tres prefectures (県, ken): Taihoku, Taiwan i Tainan. L'actual comarca de Txanghua fou assignada a la prefectura de Taiwan. L'any 1920, després de diversos canvis administratius, s'instaurà la prefectura de Taichū, la qual incloïa el territori de les actuals comarques de Txanghua, Nantou i la ciutat de Taitxung. Per a l'any 1930, la població de la comarca ja superava el milió d'habitants.
Després de la fi a Taiwan de la segona guerra mundial el 25 de desembre de 1945, el territori de l'actual comarca de Txanghua fou inclòs breument dins de la ja extinta comarca de Taitxung. El 16 d'agost de 1950, després de la separació de la comarca de Taitxung, s'establí formalment la comarca de Txanghua amb la ciutat homònima com a capital comarca des de l'1 de desembre de 1951.

## Govern i política

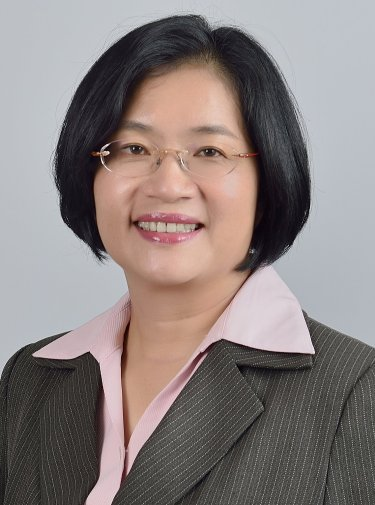
Wang Huei-mei, magistrada (PNX)

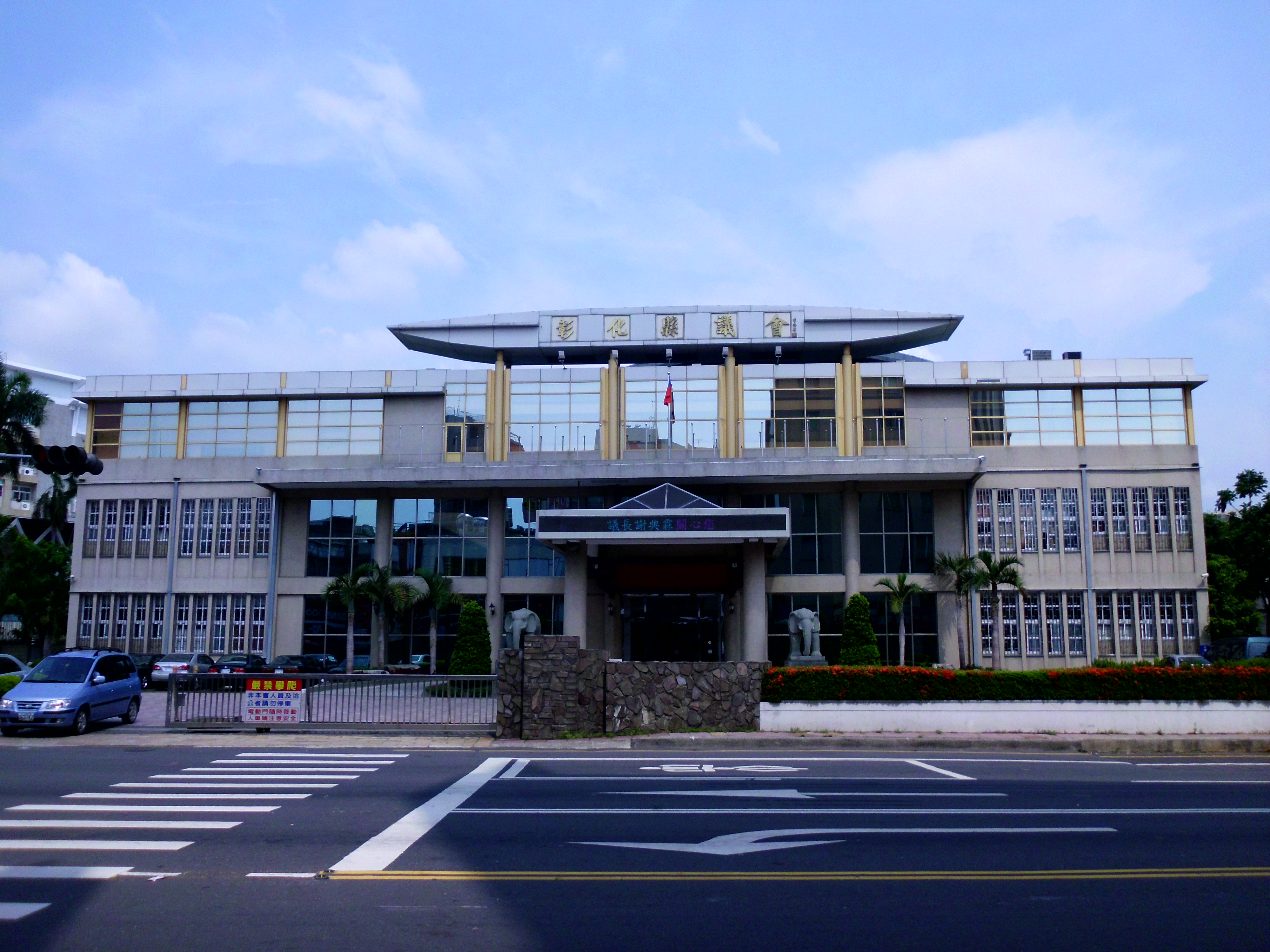
Seu del Consell Comarcal

### Magistrats comarcals
| Magistrat      | Inici del mandat | Fi del mandat | Partit | Partit |
| Txen Xi-txing  | 1951             | 1960          |        | PNX    |
| Lu Xi-ming     | 1960             | 1968          |        | PNX    |
| Txen Xi-ying   | 1968             | 1971          |        | PNX    |
| Wu Jung-xing   | 1973             | 1981          |        | PNX    |
| Huang Xi-txeng | 1981             | 1989          |        | Ind    |
| Txou Txing-yu  | 1989             | 1993          |        | PPD    |
| Luan Kang-meng | 1993             | 2001          |        | PNX    |
| Wong Txin-txu  | 2001             | 2005          |        | PPD    |
| Txo Po-yuan    | 2005             | 2014          |        | PNX    |
| Wei Ming-ku    | 2014             | 2018          |        | PPD    |
| Wang Huei-mei  | 2018             | -             |        | PNX    |

### Consell Comarcal
| Consell comarcal de Txanghua (2022-2026) | Consell comarcal de Txanghua (2022-2026) | Consell comarcal de Txanghua (2022-2026) | Consell comarcal de Txanghua (2022-2026) |
| P: Hsieh Tien-lun (PNX)                  | P: Hsieh Tien-lun (PNX)                  | V: Hsu Yuan-lung (PNX)                   | V: Hsu Yuan-lung (PNX)                   |
| Grups polítics                           | Grups polítics                           | Grups polítics                           | Consellers                               |
| ---------------------------------------- | ---------------------------------------- | ---------------------------------------- | ---------------------------------------- |
|                                          | Partit Nacionalista Xinés                | PNX                                      | 27 / 54                                  |
|                                          | Partit Progressista Democràtic           | PPD                                      | 16 / 54                                  |
|                                          | Independents                             | Ind                                      | 9 / 54                                   |
|                                          | Partit Popular de Taiwan                 | PPT                                      | 2 / 54                                   |

## Demografia[11][12][13]
| Gràfica d'evolució de Comarca de Txanghua entre 1951 i 2021 |
|                                                             |

## Transport

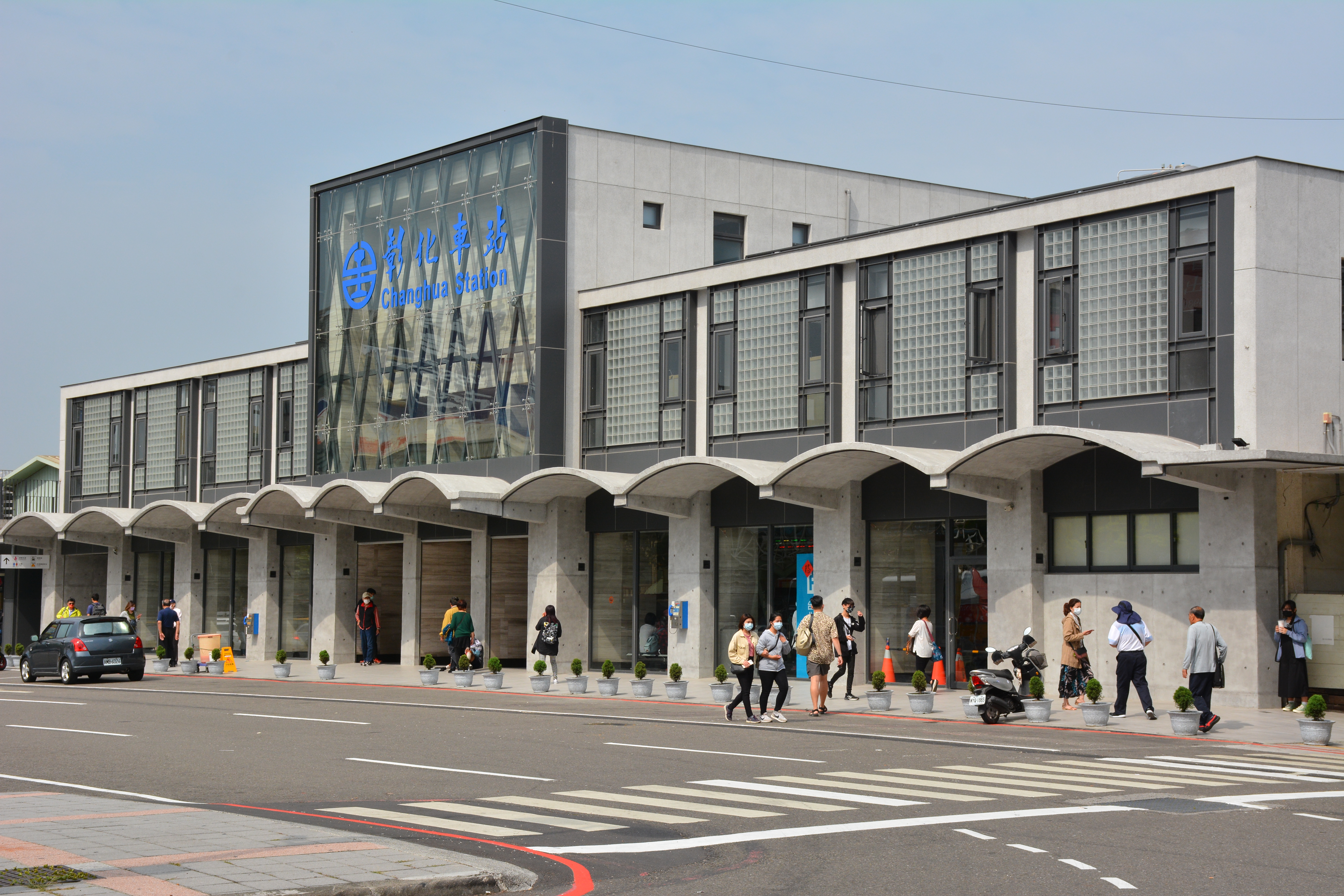
Estació de Txanghuà (2021)

### Ferrocarril
- Administració dels Ferrocarrils de Taiwan (TRA)
  - Txanghua - Huatan - Dacun - Yuanlin - Yongjing - Xetou - Tiantxong - Erxui
- Ferrocarril d'Alta Velocitat de Taiwan (THSR)
  - Txanghua

### Carretera
- N1 - N3

## Agermanaments
- Prefectura de Nagano, Japó.[14] (2008)
- Asahikawa, Hokkaidō, Japó.